# Réfugiés en Azerbaïdjan
La République socialiste soviétique d'Azerbaïdjan a été l'une des premières républiques de l'Union soviétique à faire face au problème des réfugiés et des personnes déplacées. 
Les réfugiés sont des Azerbaïdjanais d'origine arménienne et les personnes déplacées sont des Azerbaïdjanais du Haut-Karabagh et des sept districts adjacents contrôlés par la République autoproclamée du Haut-Karabagh.

## Les réfugiés de l'Arménie
Selon le recensement de 1979, les Azéris comptaient 160 841 personnes et représentait 5,3 % de la population arménienne. Les troubles civils dans le Haut-Karabakh en 1987 ont conduit les Azéris à être souvent harcelés et forcés de quitter l'Arménie. Le 25 janvier 1988, la première vague de réfugiés azéris d'Arménie s'est installée dans la ville de Soumgaït,. Une autre grande vague s'est produite en novembre 1988, les Azéris ayant été expulsés par les nationalistes et les autorités locales ou étatiques, ou ayant fui craignant pour leur vie. La violence a eu lieu à la suite de conflits ethniques ; en novembre 1988, 25 Azerbaïdjanais ont été tués, selon des sources arméniennes (sur les 20 de la ville de Gugark); et 217, selon des sources azerbaïdjanaises.
Ainsi, en 1988-91, les Azéris restants ont été contraints de fuir principalement vers l'Azerbaïdjan,. Il est impossible de déterminer la population exacte des Azéris en Arménie au moment de l'escalade du conflit, car pendant le recensement de 1989, la migration azérie forcée d'Arménie était déjà en cours. L'estimation du HCR est de 200 000 personnes.
Selon le gouvernement azerbaïdjanais au moment du cessez-le-feu en 1994, il y avait environ 250 000 réfugiés azéris d'Arménie. Selon la loi sur la citoyenneté de 1998, ils ont tous droit à la citoyenneté. À la fin de 2001, le HCR estimait que la plupart d'entre eux se seraient naturalisés ou seraient en train de le faire.

## Personnes déplacées du Haut-Karabakh et des territoires adjacents

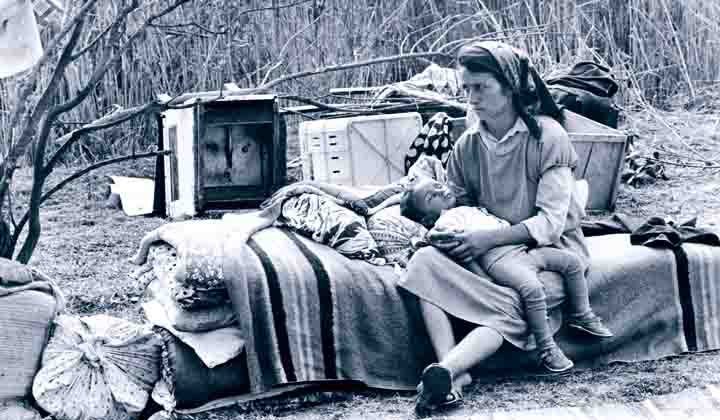
Réfugiés en Azerbaïdjan

Pendant la guerre du Haut-Karabakh, les territoires constituant l'ancienne région de l'Azerbaïdjan et les sept districts adjacents (dont certains en partie) étaient occupés par les forces arméniennes. En conséquence, les gens ont dû quitter leurs maisons. L'Azerbaïdjan a maintenant l'un des nombres les plus élevés de personnes déplacées par habitant (PDI) dans le monde. Les PDI sont présentés dans chacun des 76 districts administratifs en Azerbaïdjan. Initialement, la plupart d'entre eux vivaient dans des camps de tentes et des bâtiments publics tels que des écoles, des auberges et des dortoirs. Depuis 2001, le gouvernement a intensifié ses efforts pour résoudre les problèmes des personnes déplacées. En 2002, la construction de nouvelles colonies a commencé, et à la fin de 2007, tous les camps de tentes ont été abolis.
Avec l'aide de la communauté internationale, le Gouvernement azerbaïdjanais a commencé à élaborer un plan-cadre pour le retour des déplacés internes dans les régions occupées après le règlement du conflit du Haut-Karabagh.

## Autres réfugiés et demandeurs d'asile
En 1944, les Turcs meskhètes ont été déportés en masse de la Géorgie vers l'Asie centrale par Joseph Staline. L'une des régions dans lesquelles ils ont été réinstallés était la vallée de Fergana, en Ouzbékistan. En 1989, la violence interethnique s'est produite là-bas déclenchant une évacuation des Turcs meskhètes de l'Ouzbékistan. Ce groupe de réfugiés en Azerbaïdjan comptait environ 50 000 personnes. Selon la loi sur la citoyenneté de 1998, ils ont tous droit à la citoyenneté. À la fin de 2001, le HCR estimait que la plupart d'entre eux auraient été naturalisés. 

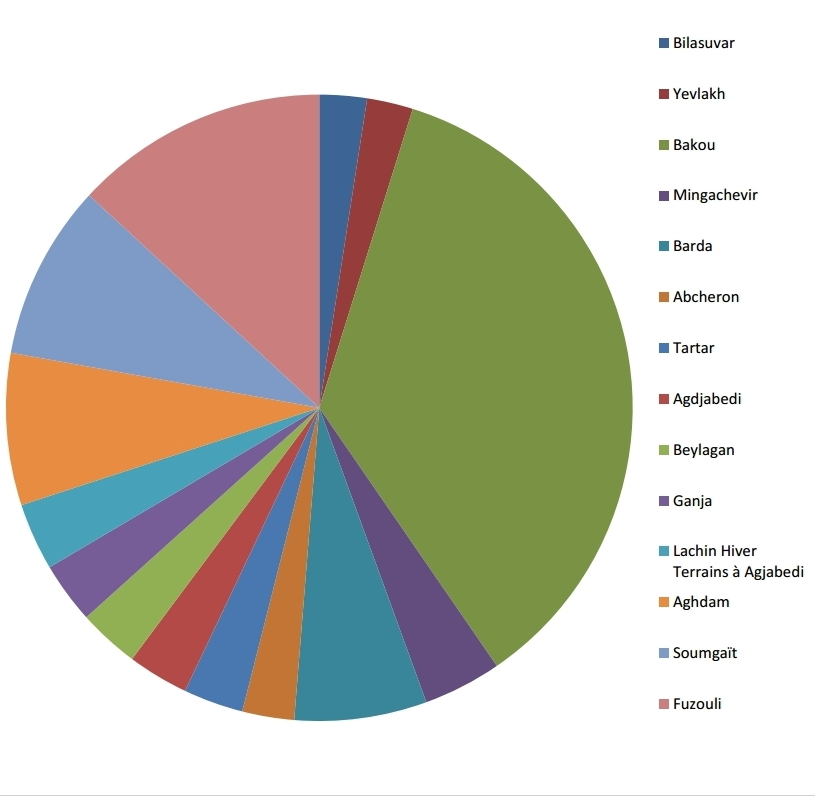
Distribution des PDI dans les régions de l'Azerbaïdjan (2009)

## Statistiques
Selon le Comité d'État de la République d'Azerbaïdjan pour les réfugiés et les personnes déplacées, il y avait 603 251 personnes déplacées en Azerbaïdjan en mars 2009. La majorité vit à Bakou et dans les environs, ainsi qu'à Soumgaït. Un nombre significatif de personnes déplacées vivent également le long de la route centre-sud de Fuzouli-Aghdam-Agjabedi-Barda-Mingachevir-Ganja, la route nord de Shamakhi-Ismailli-Gabala-Cheki et la route sud de Sabirabad-Saatli-Imichli-Beylagan. 

## Problèmes
Bien que les relations entre les personnes déplacées et la population locale soient généralement amicales et que la population locale soit très tolérante, des conflits peuvent survenir en raison du statut particulier des PDI (accès privilégié à l'emploi, aide financière gouvernementale, privilèges en matière de services de santé et de propriété)